# Dottergelbes Flechtenbärchen

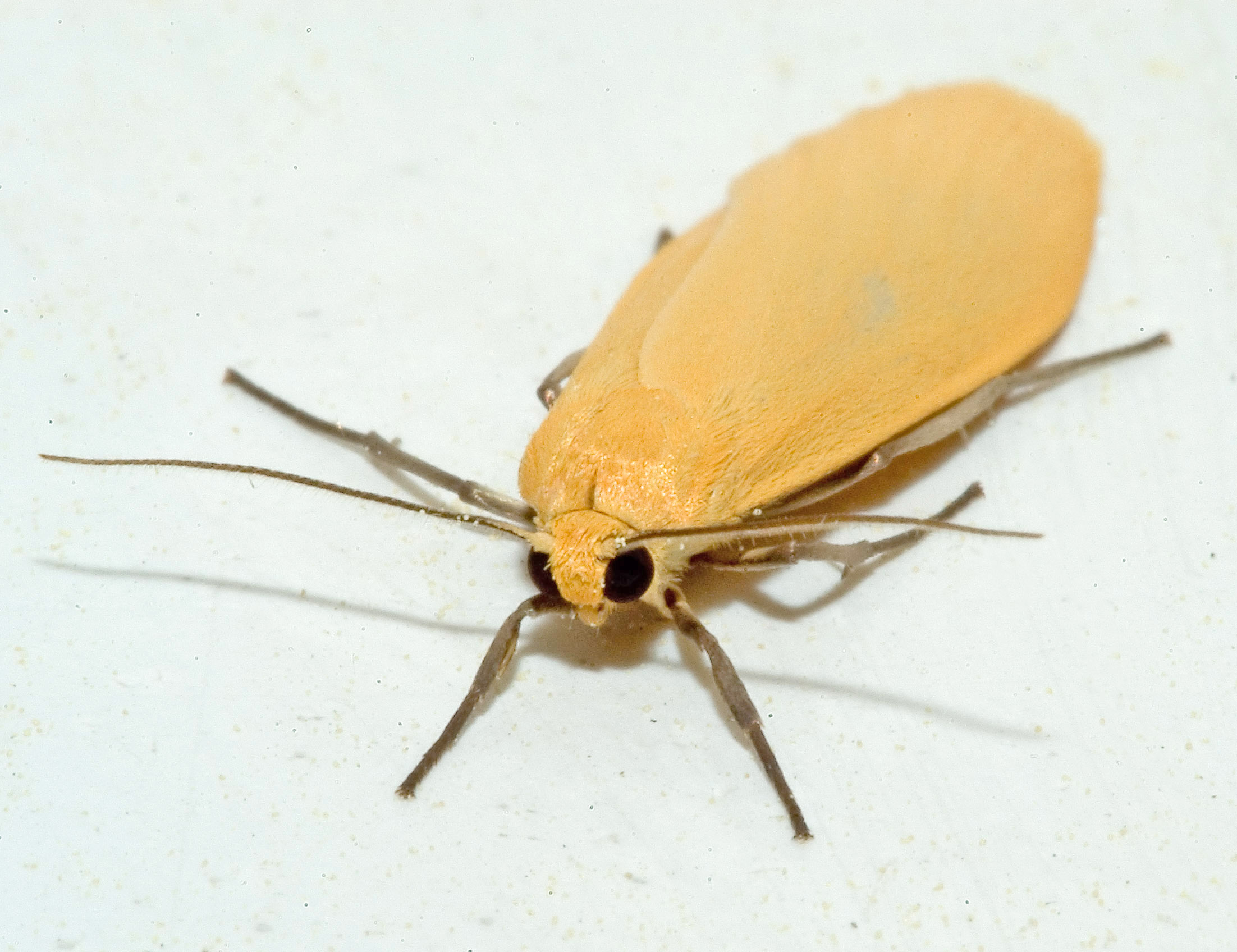

Das Dottergelbe Flechtenbärchen oder der Frühlings-Flechtenbär (Eilema sororcula) ist ein Schmetterling (Nachtfalter) aus der Unterfamilie der Bärenspinner (Arctiinae).

## Merkmale
Die Falter erreichen eine Flügelspannweite von 27 bis 30 Millimetern. Ihre Vorder- und Hinterflügel sind kräftig dottergelb bis blassgelb gefärbt, selten sind sie fast weiß. Die Unterseite der Vorderflügel sind mittig etwas dunkel gefärbt. Die Spitze der Vorderflügel (Apex) ist rundlicher als die der ähnlichen Arten. Die Beine sind grau bis dunkelgrau, die Facettenaugen sind tief schwarz.
Die Raupen sind schwarz, grau und weiß gemustert und haben am zweiten Segment, in der Mitte des Körpers und  kurz vor dem Hinterleibsende jeweils ein Segment, dessen Rücken dunkler gefärbt ist. Auf jedem Segment sitzt am Rücken links und rechts je eine rötlich-braune Warze. Sie haben lange graue, nicht allzu dicht wachsende Haare.

### Ähnliche Arten
- Ockergelbes Flechtenbärchen (Eilema palliatella)
- Blassstirniges Flechtenbärchen (Eilema pygmaeola)
- Dunkelstirniges Flechtenbärchen (Eilema lutarella)

## Vorkommen und Verbreitung
Die Tiere kommen in Süd- und Mitteleuropa außer in Griechenland, nördlich bis
Mittelengland und Südschweden vor. Sie leben an warmen Waldrändern, in Auwäldern und an lichten Stellen in Eichen-, Buchen- und Laubmischwäldern. Sie meiden dicht verwachsene Baumbestände. Sie sind vielerorts selten geworden und empfindliche Bioindikatoren.

## Lebensweise

### Flug- und Raupenzeiten
Die Falter fliegen in einer Generation von Mai bis Juni. Die Raupen findet man von Juli bis September.

### Nahrung der Raupen
Die Raupen ernähren sich von Flechten, die auf verschiedenen Arten von Laubbäumen wachsen, seltener von jenen auf Nadelbäumen.

## Entwicklung
Die Raupen verpuppen sich im Herbst und überwintern als Puppe in einem bräunlichen Gespinst, bevor sie im darauf folgenden Frühling als fertige Imago schlüpfen.